# Luis María Linde de Castro
Luis María Linde de Castro (Madrid, 15 de maig de 1945) és un economista i funcionari espanyol que exerceix la funció de Governador del Banc d'Espanya des de l'11 de juny de 2012.

## Biografia
Es va llicenciar en Ciències Econòmiques per la Universitat Complutense de Madrid i amb 24 anys va aconseguir un lloc de funcionari del Cos Superior de Tècnics Comercials i Economistes de l'Estat com a número 1 de la seva promoció.
Va ser Conseller Comercial de l'ambaixada espanyola a l'URSS i Secretari general Tècnic del Ministeri d'Economia. El 1983 va ser nomenat sotsdirector general i cap d'Operacions Exteriors del Banc d'Espanya i, en 1987, director general del Departament Estranger. Entre 2005 i 2008 va ser director executiu per Espanya al Banco Interamericano de Desarrollo.
El 25 de maig de 2012 va substituir Vicente Salas com a conseller del Banc d'Espanya; uns dies després, el 7 de juny, va ser nomenat Governador del Banc d'Espanya després de la dimissió de Miguel Ángel Fernández Ordóñez. Finalment, va prendre possessió del seu càrrec l'11 de juny.